# 海雲隧道
海雲隧道（越南语：／）是位於越南中部的行車隧道，长6.28km，是東南亞最長的隧道，連接順化市和峴港市，是國道1號和亞洲公路1號線的一部分。
越南政府在1990年代就已经计划修筑此隧道。后於2000年動工興建，至2005年正式通車，使越南南北部之間的繁忙交通得以紓緩，同時也使北部的車輛經隧道往來老撾、泰國、緬甸等地。
為緩解海雲一號隧道的交通壓力，越南交通部在2016年4月啟動建設與一號隧道平行的二號隧道，於2021年完工。

## 相關網站
- 越南中部最長公路隧道通車 (大公報)